# Solomon Hirschell

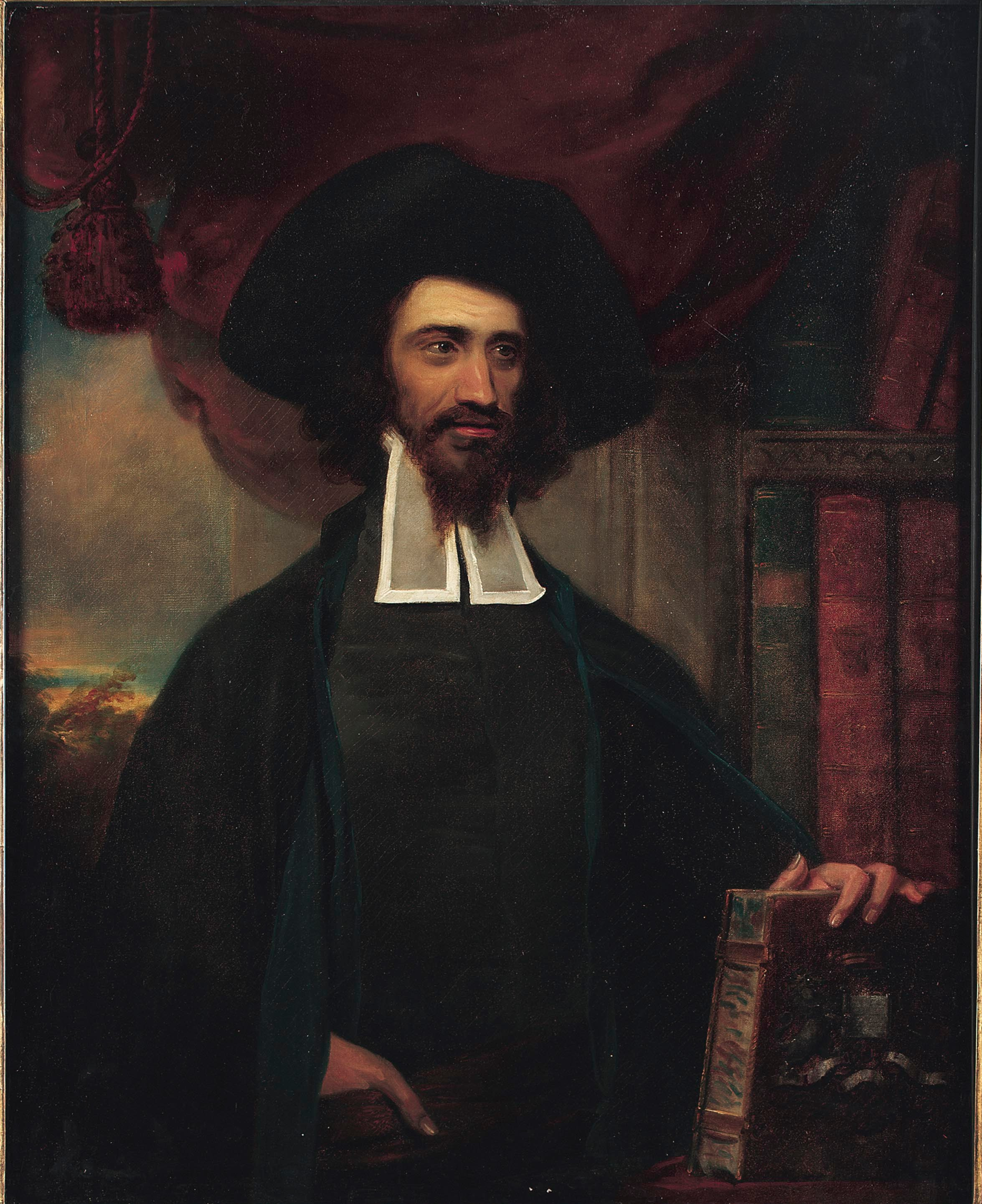
Solomon Hirschell

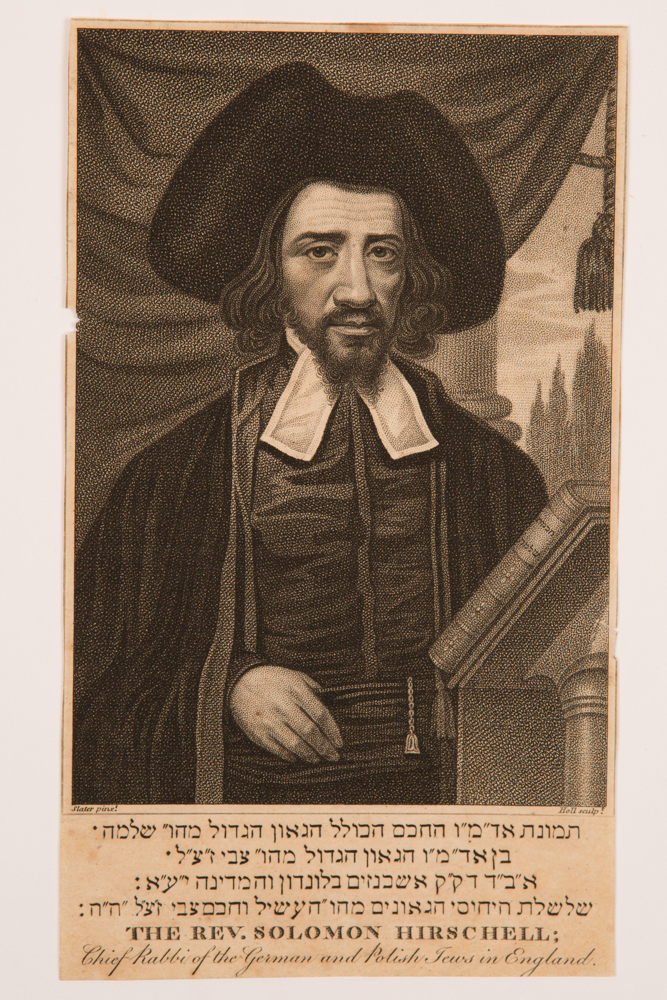
Porträt des Rabbiners Solomon Hirschell aus dem 19. Jahrhundert, in der Sammlung des Jüdischen Museums der Schweiz.

Solomon Hirschell (* 1761 in London; † 31. Oktober 1842 ebenda; auch Hirschel und Herschell) war von 1802 bis 1842 Großrabbiner von Großbritannien bzw. Rabbi der Großen Synagoge von London. 
Er wurde bekannt für seinen erfolglosen Versuch, die Verbreitung des Reformjudentums in seiner Heimat durch Exkommunizierung deren Führer zu stoppen. 
Sein Vater war Hirschel Levin (Hart Lyon), ein polnischer Jude aus Galizien, der ebenfalls Großrabbiner von London sowie Berlin und ein Freund von Moses Mendelssohn war. Sein älterer Bruder war der Talmudist Saul Berlin. Im Jahr 1765 verließ sein Vater mit ihm England, nachdem dieser zum Rabbiner von Halberstadt (und anschließend von Berlin) ernannt worden war. Solomon Hirschell heiratete im Alter von siebzehn und wurde 1793 Großrabbiner von Prenzlau in Preußen. Im Jahr 1802 wurde er schließlich Nachfolger von David Tevele Schiff als Großrabbiner der deutschen und polnischen Gemeinde in London, nachdem diese Position 11 Jahre lang unbesetzt war. Einige seiner Predigten wurden abgedruckt; so beispielsweise eine anlässlich des Todes von Lord Nelson im Jahr 1805, welche seinen einfachen Glauben und seine politische Loyalität belegt. Nach seinem Tod wurde er am 2. November 1842 auf dem jüdischen Friedhof in der Mile End Road in London beigesetzt, währenddessen es beachtenswerte Respektsbekundungen gab.
Der jüdische Historiker Cecil Roth beurteilt ihn in seinem Werk Encyclopedia Judaica hingegen weniger respektvoll:

„He was basically a European rabbi of the old type, with an imperfect knowledge of English and out of touch with the new currents beginning to permeate the community. He preached in Yiddish, opposed even mild reform, and his literary production was virtually nothing“